# استفانو آلبرتونی
استفانو آلبرتونی (انگلیسی: Stefano Albertoni؛ زادهٔ ۱۰ آوریل ۱۹۶۶) بازیکن فوتبال است.
از باشگاه‌هایی که در آن بازی کرده‌است می‌توان به باشگاه فوتبال سیون اشاره کرد.